# Quandary Peak
Der Quandary Peak ist ein Berg in der Tenmile Range, einem Gebirgszug der Rocky Mountains. Er liegt im Summit County im US-Bundesstaat Colorado.  Mit einer Höhe von 14.271 Fuß zählt der Quandary Peak zu den 54 sogenannten Fourteeners in Colorado, also den Gipfeln von über 14.000 Fuß Höhe. 
Der Quandary Peak liegt etwa 10 km südsüdwestlich der Stadt Breckenridge im Arapaho National Forest.